# Абдурахманов, Тумсо Умалтович
Тумсо́ Ума́лтович Абдурахма́нов (чечен. Ӏабдуррохьмани Умалтан воӀ Тумсо 19 декабря 1985, Грозный, ЧИАССР, РСФСР, СССР), получил известность под псевдонимом Абу-Садда́м Шишани́; — чеченский политический и общественный деятель. Учредитель и 1-й председатель политической партии Чеченской Республики Ичкерия «Noxçiyçönan Az» («Голос Чечении»), блогер-политолог, диссидент. Сторонник Ичкерии и её независимости. Критик политики Кадырова на посту главы Чеченской Республики. Политический беженец. В 2017 году занял девятое место в конкурсе YouTube-блогеров политика и оппозиционного лидера в России Алексея Навального.

## Биография

### Ранние годы
Родился 19 декабря 1985 в городе Грозном. Представитель тайпа Варандой. Происхождением из села Большие Варанды.
Отец — Умалт Абдул-Маджидович Абдурахманов — за борьбу с советской властью был приговорён к смертной казни, которая затем была заменена на длительный срок заключения. Отбыл 18 лет в колонии строгого режима. При Дудаеве работал в правительстве Ичкерии, ранен в первую чеченскую войну. Умер в 2000 году. Мать — врач, заведовала отделением кардиореанимации в грозненской ЦРБ. Было два старших брата — самый старший сел в тюрьму в 1980-е годы за антисоветскую деятельность и умер в 1996 году, второй брат в 2001 году умер в Грозном в результате операции федеральных войск. Младший брат — Мохмад Абдурахманов — политический активист, блогер, правозащитник и представитель чеченской правозащитной Ассоциации VayFond в Германии.
В подростковом возрасте подрабатывал на рынке, продавая и транспортируя из Ингушетии кассеты Тимура Муцураева. По собственным словам, продавал бездомных собак.
В 2004 году, завершив обучение в Грозненском техникуме информатики и вычислительной техники, был принят на работу инженером в ДГУП «СМУ» ФГУП «Электросвязь» в ЧР. В 2010 году получил диплом Грозненского государственного нефтяного института.

### За границей
Покинул Чечню в 2015 году после незаконного задержания и конфликта с Исламом Кадыровым — родственником главы ЧР Рамзана Кадырова. В эмиграции начал вести YouTube-канал, где критиковал руководство Чечни.
Оказавшись в Польше, находился в лагере вместе с другими беженцами. Затем он был выпущен из лагеря и проживал со своей семьёй. Продолжал публиковать ролики, набирая популярность. Особенно большое количество просмотров набрали записанные разговоры Абдурахманова с Магомедом Даудовым, который звонил ему по телефону и обсуждал как неприятности Тумсо с законом, так и другие темы из прошлого и настоящего чеченского общества. Также объектом критики блогера становился чеченский канал ЧГТРК, он поднимал темы нарушений в Чечне прав человека. Оставшаяся в Чечне часть родственников Абдурахманова осудила его деятельность.
Тумсо Абдурахманов, объявленный в России в федеральный розыск, пытался получить убежище в Грузии и Польше. По версии чеченских силовиков, Абдурахманов причастен к боевикам в Сирии. Блогер утверждает, что в Сирии не был. 27 сентября Абдурахманов сообщил, что власти Польши отказали ему в предоставлении убежища, хотя согласились дать защиту его семье.
После отказа в убежище обжаловал его в суде. В начале 2019 года находился под угрозой депортации в Россию. Блогер заявил, что, если она состоится, его планом является умереть поскорее. В его с братом квартире немецкой полицией были обнаружены флаги Чеченской республики Ичкерия.
Правозащитники выступали против депортации Тумсо Абдурахманова в Россию, где, по их мнению, ему грозят пытки и расправа. Они проводили митинги и пикеты у посольств. Amnesty International призвала Польшу не депортировать чеченского блогера.
В 2019 году спикер парламента Чечни Магомед Даудов, известный как «Лорд», объявил Абдурахманову кровную месть, хотя власти республики это отрицали.
26 февраля 2020 года на Абдурахманова было совершено покушение. Руслан Мамаев проник в его квартиру и напал на него с молотком, но блогеру удалось обезвредить киллера и записать видео, на котором он задаёт вопросы человеку, лежащему в луже крови. Тот ответил, что его зовут Руслан и его прислал «Абдурахман из Грозного». Шведский суд приговорил нападавшего к 10 годам лишения свободы и к депортации из страны после отбывания указанного срока в шведской тюрьме. Со слов самого Абдурахманова, в покушении принимала участие его вторая жена, которая также была осуждена на 8 лет, и с которой он развёлся после этого инцидента..
7 октября 2021 года Абдурахманов получил в Швеции статус политического беженца.
В декабре 2021 года в Чечне были похищены девять его родственников, позднее их отпустили. Абдурахманов связывал похищение с реакцией на ролик о председателе парламента Чечни Магомеде «Лорде» Даудове.
С весны 2022 года Тумсо Абдурахманов осуждает вторжение России в Украину, и освещает военные преступления и нарушения прав мобилизованных.
2 ноября 2022 года в своём Telegram-канале Абдурахманов опубликовал пост, где объявил о регистрации политической партии ЧРИ «Noxçiyçönan Az» («Голос Чечении»), которую он возглавил. На данный момент партия неактивна и не проводит никакой деятельности.

### Исчезновение из медиапространства
Последняя публикация на YouTube-канале Абдурахманова появилась 7 ноября, а в телеграм-канале — вечером 30 ноября. Не выходил на связь с 1 декабря 2022 года. 5 декабря 2022 года, телеграм-канал 1ADAT, ссылаясь на данные «информаторов из Европы и Чечни» подтвердили его смерть. По сообщению канала, в ночь с 1 на 2 декабря группа неизвестных застрелила блогера. Заявления о смерти Абдурахманова представители чеченской диаспоры оценили скептически. «Обычно о смерти чеченца сообщает отец, брат, сестра, мать или кто-то из родственников. А тут, все кроме его родных, сообщают о смерти Тумсо. Может, всё-таки позволить его родным сообщить о нём и дождаться информации от них или от полиции» — написал в телеграм-канале «Чеченцы, диаспора, Европа» историк и журналист Майрбек Вачагаев. Полиция Швеции убийство Абдурахманова не подтверждала и не опровергала.
9 декабря 2022 года Ахмед Закаев заявил, что Абдурахманов жив и находится под охраной полиции Швеции. Пресс-секретарь Высшего земельного суда в Мюнхене, где Абдурахманов должен проходить как свидетель в деле о покушении на его брата, заявил, что получил информацию, что Абдурахманов жив.
20 февраля 2023 года, спустя более двух месяцев после своей пропажи, вышел на связь. Абдурахманов заявил, что ранее он вступил в сговор с посредником кадыровских киллеров, чтобы инсценировать свою смерть и получить деньги в размере 1 миллиона 100 тысяч долларов. По мнению журналистки Елены Милашиной, это изначально была провокация, устроенная Кадыровым, чтобы заставить своих критиков на время замолчать.

### Настоящее время
В настоящее время на YouTube-канал Абдурахманова подписано более 536 тысяч человек, видео суммарно набрали более 270 миллионов просмотров.
8 ноября 2024 года Министерством юстиции России внесён в список физических лиц — «иностранных агентов».

## Общественная и политическая позиция
В 2024 году Абдурахманов сказал, что сын чеченского миллиардера Бажаева, избивший полицейского, «прав», и он будет на его стороне «просто из-за того, что вторая сторона — это российский мент». Также он добавил, что «если бы на его месте оказался украинец, если бы этот украинец избил или подрался с российским ментом, плюнул бы в рожу российскому менту», Абдурахманов бы «не стал даже разбираться, кто там прав или виноват, а целиком и полностью встал бы на сторону этого украинца».